# Rocková nadílka od Tří sester a Divokýho Billa
Rocková nadílka od Tří sester a Divokýho Billa je název společného alba kapel Tři sestry a Divokej Bill.
CD vzniklo během srpna až listopadu roku 2007 a bylo slavnostně pokřtěno 7. listopadu 2007 v hospodě Na Staré Kovárně v Praze. Album obsahuje 8 rockových verzí známých českých koled a bylo vydáno v nákladu 150000 kusů. CD nebylo prodáváno, ale přibalováno jako dárek k multipackům lahvového piva Gambrinus.

## Seznam skladeb
Album má celkem 8 písní:
1. Pásli Ovce Valaši
2. V Čase Vánoc (Merry Christmas)
3. Rolničky
4. Veselé Vánoce
5. Nesem Vám Noviny
6. Kadidlo
7. Půjdem Spolu Do Betléma
8. My Tři Králové